# Bordeta (metropolitana di Barcellona)
Bordeta è una stazione soppressa della metropolitana di Barcellona situata tra l'Hospitalet de Llobregat e Barcellona, sulla linea del Metro Transversal (successivamente L1) tra le stazioni di  Mercat Nou e Bordeta Cotxeres (attuale Santa Eulàlia) ed era una della poche fermate in superficie della metropolitana.

## Storia
La stazione fu inaugurata nel 1926 insieme al Metro Transversal che arrivava fino Plaça de Catalunya e ne è stata il capolinea fino al 1932, quando entrò in servizio la stazione di Bordeta Cotxeres. Quest'ultima stazione, rinominata in Santa Eulàlia, venne chiusa nel 1980 nell'ambito dei lavori di prolungamento della linea L1 fino a Torrassa. In seguito all'apertura della nuova stazione di Santa Eulàlia, a poca distanza, la stazione di Bordeta venne chiusa definitivamente il 23 dicembre 1983. La struttura della stazione, sebbene chiusa al pubblico, è rimasta in opera fino ai primi anni 2000.